# Чарлз Джонсон (автор)
Капітан Чарльз Джонсон (англ. Captain Charles Johnson;? -?) — автор книги «Загальна історія крадіжок і вбивств, вчинених самими знаменитими піратами», виданої в Лондоні в 1724 році.
Щодо того, ким був автор цієї книги, дослідники сперечаються досі, так як не знайдено архівних даних, що підтверджують реальне існування в відповідний період часу (перша чверть XVIII століття) двійськового або торгового капітана на ім'я Чарльз Джонсон. Серед висловлюваних гіпотез про те, ким же насправді був капітан Чарльз Джонсон (капером, піратом і т. д.), Найвірогіднішою є гіпотеза американського вченого Джона Роберта Мура про те, що автором «Загальної історії крадіжок і вбивств, учинені самими знаменитими піратами» є всесвітньо відомий англійський письменник Даніель Дефо, а Чарльз Джонсон — один з його творчих псевдонімів, якими письменник і памфлетист Дефо дуже часто користувався при виданні власних творів.
Вперше гіпотеза про авторство Дефо була висунута Муром в 1932 році, більш докладно Мур свої висновки про приналежність «Загальної історії піратів» Дефо виклав в роботі «Дефо у ганебного стовпа і інші дослідження» (1939). Аргументація Мура ґрунтувалася на ряді фактів з біографії Даніеля Дефо. Дефо багато подорожував, займався журналістикою, часто публікував свої твори під псевдонімом. Найвідоміша книга Дефо, Робінзон Крузо, вперше видана в 1719 році, була видана її автором за біографію моряка. Ще через рік вийшла в світ інша книга Дефо під назвою «Життя, пригоди і піратство знаменитого капітана Сінглтона»: за задумом Дефо, книга повинна була змусити її читача повірити в те, що це — справжнє оповідання, автором якого є справжній пірат. Мур також нагадував про те, що Дефо мав великий досвід плавання на кораблях і непогано знав морську справу, внаслідок чого міг впевнено писати на морську тему. Американським дослідником було доведено, що літературний стиль «Загальної історії …» Джонсона і часті відступу з міркуваннями на різні теми дуже характерні саме для Дефо-письменника.
Висновки Мура про те, що автором «Загальної історії …» був Даніель Дефо були визнані всіма найбільшими істориками піратства і дослідниками творчої спадщини Дефо. Однак, починаючи з кінця 1980-х років, авторство Дефо знову стало заперечуватись на користь поки невідомого автора.